# Diogo (Boundiali)
Pour les articles homonymes, voir Diogo.
Diogo est une ville du nord de la Côte d'Ivoire, dans le département de Boundiali (Région des savanes).

## Géographie
Diogo est située à environ 390 km de Bamako (Mali) et environ 550 km de la capitale Abidjan

## Population
En 2010, Diogo compte 3 000 habitants.

## Politique
Aux élections présidentielles de 2011, Alassane Ouattara recueille 100 % des suffrages à Diogo.

## Éducation
Diogo possède une école avec trois salles de classe.

## Santé
Le bétail de Diogo est exposé à la trypanosomiase. Les parasites Trypanosoma congolense et Trypanosoma vivax sont transmis par les mouches tsé-tsé.